# Enrico Sardi
Celeste Enrico Sardi (ur. 1 kwietnia 1891 w Genui; zm. 4 lipca 1969 w Tarencie) – włoski piłkarz, grający na pozycji napastnika lub pomocnika, trener piłkarski. Drugi z trzech braci Sardi, wszyscy piłkarze.

## Kariera piłkarska

### Kariera klubowa
Wychowanek argentyńskiego klubu General Kuraki Buenos Aires. W 1908 rozpoczął karierę piłkarską w Andrea Doria. Latem 1913 przeniósł się do Genoa CFC. W sezonie 1924/25 bronił barw Novese, po czym przeszedł do Savony. W 1930 został piłkarzem Derthony, w którym zakończył karierę piłkarza w roku 1931.

### Kariera reprezentacyjna
29 czerwca 1912 debiutował w narodowej reprezentacji Włoch w meczu przeciwko Finlandii. Łącznie rozegrał 7 gier i strzelił 4 goli.

## Kariera trenerska
Po zakończeniu kariery piłkarskiej rozpoczął karierę szkoleniową. W latach 1931–1932 prowadził Taranto FC 1927.

## Sukcesy i odznaczenia

### Sukcesy piłkarskie
Genoa CFC
- mistrz Włoch: 1914/15, 1922/23, 1923/24